# Ostankino

O Ostankino é uma antiga casa de verão e teatro de ópera privado da família Sheremetev, originalmente situado a vários quilômetros ao norte de Moscou, mas agora é parte Distrito administrativo do nordeste de Moscou. O Ostankino foi o principal palácio de madeira do mundo. Construído entre 1792 e 1798, o palácio tem um salão de teatro com pavilhões egípcios e italianos adjacentes, uma igreja da Trindade do século XVII e fragmentos do antigo parque Ostankino com uma réplica da Folly de Milovzor.
O Ostankino é o terceiro maior edifício de madeira do mundo depois da Tōdai-ji e do Antigo Edifício do Governo.